# Вакуров, Николай Николаевич
Николай Николаевич Вакуров (род. 16 марта 1948) — советский хоккеист, нападающий. Заслуженный тренер России.

## Биография
На юношеском уровне играл за ЦСКА. В первенстве СССР выступал за команды «Локомотив» Москва (1966/67 — 1972/73), «Динамо» Рига (1973/74 — 1974/75), «Латвияс Берзс» (1974/75 — 1975/76), «Ижсталь» Ижевск (1975/76 — 1976/77), «Химик» Воскресенск (1977/78), «Кристалл» Саратов (1978/79), «Торпедо» Тольятти (1978/79 — 1980/81).
В классе «А» провёл восемь сезонов (1966/67 — 1969/70, 1971/72, 1973/74 — 1974/75, 1977/78).
Тренер в командах «Кристалл» Электросталь (1983 — октябрь 1984), «Торпедо» / «Локомотив» Ярославль (1984/85 — 1989/90, 1997/98 — 2003/04), «Металлург» Череповец (1992/93). Главный тренер команды «Торпедо-2» Ярославль (1994/95 — 1995/96).
Сын Николай (род. 1969) играл в низших лигах СССР и России. Европейский скаут клубов НХЛ «Монреаль Канадиенс» (1997—2010) и «Детройт Ред Уингз» (с 2011). Спортивный директор клубов КХЛ ЦСКА (2010/11) и «Сочи» (2014—2017).